# تيد هيرن
تيد هيرن (بالإنجليزية: Ted Hearne)‏ هو ملحن أمريكي، ولد في 1982 في شيكاغو في الولايات المتحدة.

## وصلات خارجية
- تيد هيرن على موقع ميوزك برينز (الإنجليزية)
- تيد هيرن على موقع ديسكوغز (الإنجليزية)